# Kalmia à feuilles étroites
Kalmia angustifolia
Espèce

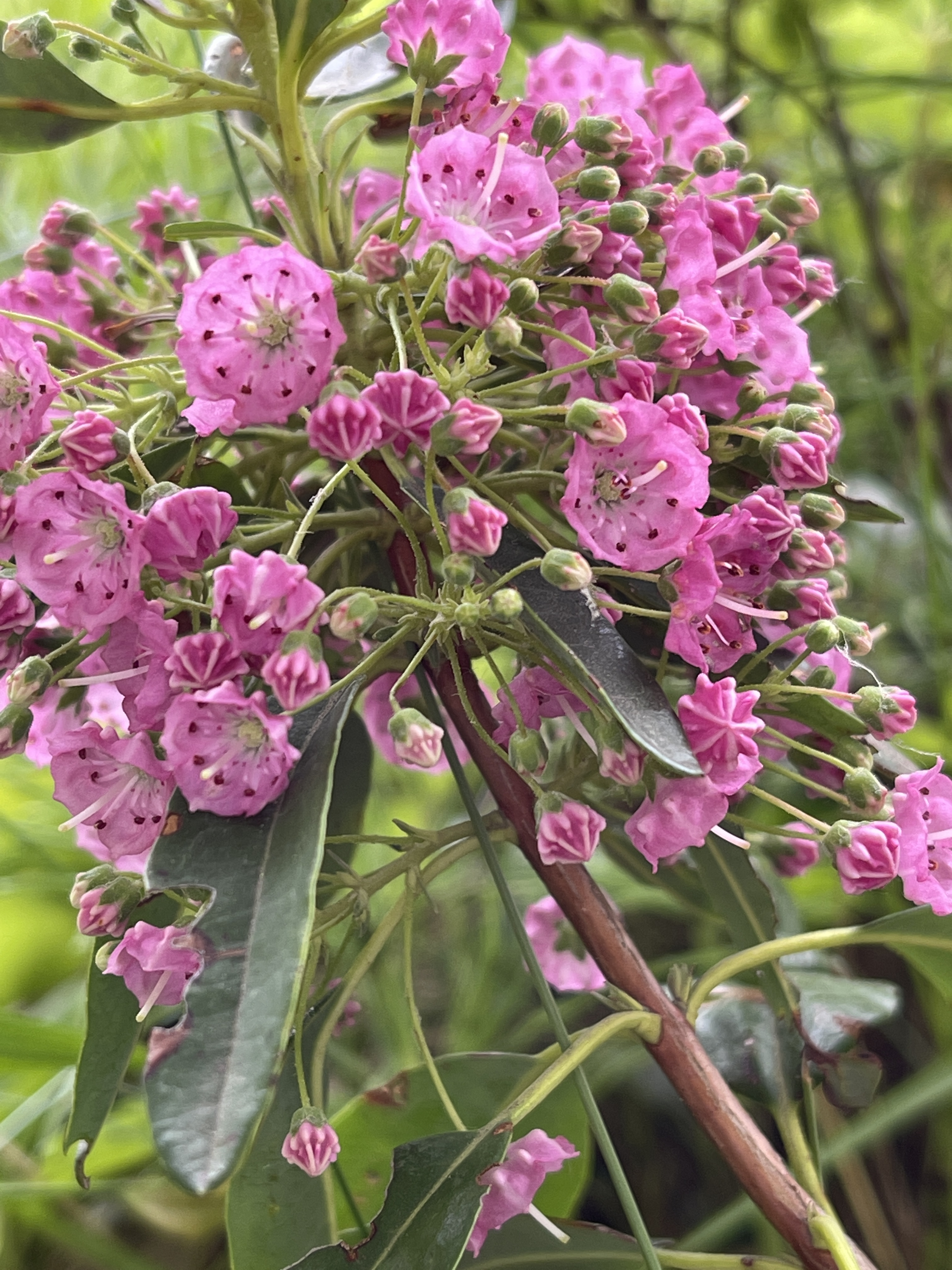
Kalmia angustifolia L. — Kalmia à feuilles étroites à Mauricie, au Québec au Canada.

Le kalmia à feuilles étroites (Kalmia angustifolia) est une espèce de plantes à fleurs de la famille des Ericaceae. On la surnomme aussi Crevard de mouton, Laurel, Sheep Laurel ou Lambkill, nom venant de sa toxicité observé chez plusieurs espèces
animales, dont le mouton,. Elle fait partie des sept espèces de Kalmia que l’on retrouve en Amérique du Nord, celle-ci étant plutôt située au nord-est du continent. Ses habitats situés plus au sud sont plutôt des tourbières.  

## Variété
Selon Système canadien d'information sur la biodiversité (SCIB):
- variété Kalmia angustifolia var. carolina
- variété Kalmia angustifolia var. angustifolia

## Physiologie
Il s’agit d’un arbuste de 30 à 150 cm de hauteur, irrégulièrement ramifié avec des tiges cylindriques et glabres. Les feuilles sont persistantes et coriaces, organisées simples et alternes, souvent retrouvées verticillées par groupe de 3 (par contre, il ne s’agit pas d’une caractéristique nécessaire à son identification). Elles sont généralement ovales-oblongues ou lancéolées et d’une longueur de 2 à 9 cm. Cette plante possède une inflorescence latérale à fleur en corymbe à 10 étamines de couleur rose à pourpre avec une corolle de 6 à 13 mm,.

## Toxicité
La plante produit une toxine se retrouvant dans toutes les parties de celle-ci (tige, feuille, fleur, fruit, pollen). La toxine fait partie de la catégorie des grayanotoxines, plus précisément des catégories I, IV et XIV. Il s’agit de toxines qui agiront sur les canaux sodium-potassium amenant les cellules à se dépolariser.
Des effets médicaux chez l’homme ont été observés principalement à la suite d'une ingestion de miel produit à partir de pollen de plusieurs espèces d’Éricacée produisant la toxine. Il a été répertorié chez l’homme différents symptômes d’une intoxication, tel que des vomissements ou des évanouissements, mais aussi des symptômes principalement cardiaque tel que de l’hypotension, la bradycardie, des rythmes irréguliers pouvant être dû à l’arrêt du nœud sinusal, etc. Des tests effectués chez différents bestiaux démontrent que les effets peuvent être beaucoup plus larges passant de mal de tête, vomissement, détresse respiratoire, coma et même la mort. Mais peu de cas d’intoxications en condition naturelle ont été répertoriés.

## Écologie de la plante
Dans le but de pouvoir conserver des protéines et différentes composantes accessibles, les plantes peuvent libérer différentes sortes de tanins qui iront séquestrer les molécules d’importance. Par la suite, la flore microbienne dégrade ces complexes pour rendre les différents éléments disponibles à la plante.  Dans le cas de Kalmia angustifolia, les tanins (comme l’acide férulique, o-coumarique, et o-hydroxyphénylacétique qui sont souvent retrouvés dans les litières de Kalmia) libérés sont suspectés d’être un inhibiteur à la croissance du épinette noire (Picea mariana). Les études en cours cherchent en ce sens, puisqu’il y a un grand intérêt en foresterie à régénérer les forêts utilisées par l’industrie où Kalmia réquisitionne rapidement les lieux en forêt boréale. Les différentes causes de l’inhibition seraient que l'épinette ou ses ectomycorhizes ne seraient pas en mesure de dégrader les tanins qui séquestrent les éléments essentiels, que les tanins inhiberaient directement les enzymes susceptibles de les dégrader ou bien que la présence de certains tanins favoriseraient la présence de champignon pathogène de l'épinette. Les recherches démontrent que des ectomycorhizes tel que Paxillus involutus pourrait aider à la dégradation des tanins,,.